# Лед на рекама
Лед на рекама се појављује на рекама умереног климата који у хладним зимама покрива целу њихову површину.
Лед је значајан за морфологију речног корита и живи свет река: ледене санте ударају о речне обале и руше их и тиме изазивају продубљивање корита или узрокују поплаву приобалног појаса у долини, ледени покривач онемогућује продирање кисеоника у речну воду и тамо где се дуже задржава узрокује зимски помор риба. Санте леда угрожавају хидротехничка постројења и грађевине као што су насипи, бране, стубови мостова. Лед прекида саобраћај на пловним рекама, зато је ова појава добро проучена у земљама чије се реке редовно залеђују.

## Образовање леда на рекама
Овај процес може се објаснити на више начина. Тако је Геј-Лисак објаснио да се први ледени кристали појављују на прехлађеној површни воде, затим се вртложно спуштају у дубину, лепе се за испупчења у кориту и служе као даљи центри кристализације. Тако настали лед се одваја од дна и испливава на површину. Физичар Ф.Ј. Алтберг је имао другачије мишљење, засновано на дуготрајним и многобројним изучавањима леда на рекама Русије. Он је сматрао да су језгра кристализације, тј. честице које лебде у води потребне за појаву ледених кристала и да се лед интензивно ствара око гвоздених предмета, котвама, решеткама црпки итд.
На основу досадашњих проучавања поуздано се зна да се лед на рекама образује на следећи начин:
- појава кристала леда настаје при температури воде од -0,01 до -0,05°C;
- први кристали леда имају облике иглица и танких плочица и појављују се на површини реке;
- за образовање леда потребна су језгра кристализације - најситнији кристалићи леда или снега;
- латентна топлота кристализације се ослобађа при мржњењу воде, која непрекидним мешањем водене масе одлази у ваздух;
- на површини реке се појављује танак и прозиран стакласти лед који настаје спајањем кристала леда. Овај лед се отапа на брзацима где је интензивно мешање воде чија је температура већа од 0°C, док се на местима где се вода креће спорије поново појављује стакласти лед;
- како је вода најспорија дуж обала, стакласти лед се најпре ту појављује, даљим хлађењем воде он постаје све дебљи и претвара се у лед који се назива ведрац;
- на рекама са брзим током водена маса се интензивно меша, па се лед појављује истовремено на површини, у самој воденој маси и на дну корита. Лед који се образује на дну корита код нас се зове поднац или дубински лед;
- ведрац се шири по реци, пуца и од њега се образују ледене санте, ношене водом међусобно се сударају и нагомилавају у сужењима речног корита.

## Трајање залеђености река
Трајање леда на рекама зависи од неколико фактора, првенствено од географске ширине, од средње надморске висине речног слива, а у областима са развијеном индустријом и од тзв. термичког залеђивање воде тј. од испуштања топлих вода у реку након њихове употребе у индустрији.

## Откривање реке
Откривање реке је процес отапања њеног леденог покривача, који настаје под утицајем првих пролећних киша, Сунчевог топлотног зрачења и топлих јужних ветрова. Овај процес се може убрзати ако се лед поспе тамним материјама као што су чађ или пепео, које мање одбијају Сунчеве топлотне зраке. Такође, може се и успорити ако се површина леда покрије сламом или гранама четинара, то се чини на рекама које немају мостове да би се тиме омогућило што дуже прелажење са једне на другу обалу.
Најинтензивније отапање леда на рекама се поклапа са најбржим отапањем снежног покривача. Доспевајући у реке снежница отапа најпре лед дуж обала изазива пораст водостаја и ледени покривач претвара у велике ледене санте које вода носи.

## Галерија
- Путнички пароброд Отаџбина на леду
- Два брода након повлачења леда, Голубац 1937. године
- Кајмакчалан у зимовнику Дренкова, 1938-39